# Karankawa

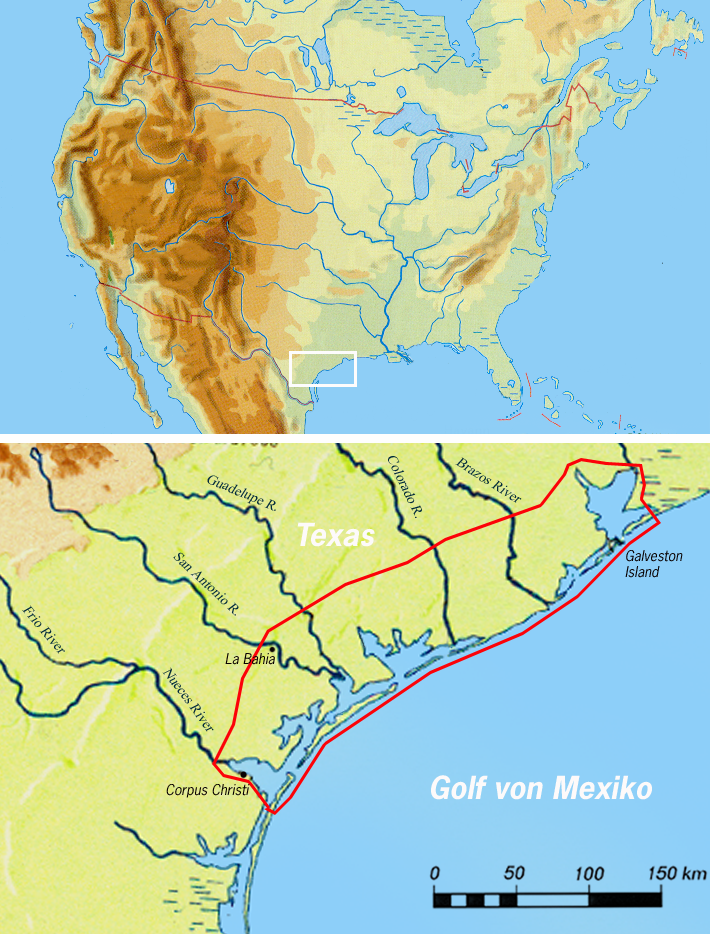
Het woongebied van de Karankawa

De Karankawa waren een indianenstam in zuidelijk Texas aan de kust van de Golf van Mexico, met name in de valleien van de lagergelegen Colorado en Brazos-rivieren. Ze bestonden uit verschillende onafhankelijke groepen van seizoensnomaden, die dezelfde taal en merendeels dezelfde cultuur deelden.
Vanaf het begin van de Europese kolonisatie hadden de Karankawa gewelddadige contacten met de Spanjaarden. Na een aanval, na de vestiging van Presidio La Bahía in 1722, waarbij de Spanjaarden de Karankawa in een hinderlaag lokten, zouden de Karankawa zich diep verraden hebben gevoeld en de Spaanse kolonisatie met vijandigheid zijn gaan beschouwen. 
In de jaren 1820 kwamen er Texaanse kolonisten onder Stephen Austin, die een kapitein de opdracht gaf de Karankawa te verdrijven van de Austin land grant, wat leidde tot meerdere aanvallen, waaronder de Skull Creek masacre  van negentien Karankawa.
In de jaren 1840 deelden de, nu verbannen, Karankawa zich in twee groepen: de ene vestigde zich op Padre Island en de andere vluchtte naar de Mexicaanse staat Tamaulipas.
In 1858 leidde de Mexicaanse rancher Juan Nepomuceno Cortina een groep Mexicaanse en Texaanse kolonisten naar wat werd aangenomen het laatste toevluchtsoord was van de Karankawa, waarbij veel Karankawa werden gedood. In 1881 hielden de Karankawa op als stam te bestaan. 
Historisch onderzoek naar de Karankawa wordt belemmerd omdat documenten door hun vijanden zijn opgesteld. Zo werden ze eeuwen als kannibalen weggezet, waarschijnlijk toen het katholieke Spanjaarden van de missieposten in La Bahía en Refugio niet lukte hen tot het christendom te bekeren. 

## Beschrijving
John Reed Swanton (1873-1958) van het Bureau of American Ethnology beschreef hen als volgt: '...erg lang en goed gebouwd... Hun haar was ongebruikelijk grof, en werd door veel mannen zo lang gedragen, dat het tot aan hun middel reikte. Akkerbouw werd door deze indianen niet bedreven, hun voedsel kwam van het water, de jacht, en in beperkte mate, mensenvlees; want, zoals de meeste stammen aan de kust van Texas, waren ze kannibalen... kunstmatige schedelvervorming en tatoeage kwamen in ruime mate voor.'
Er werd echter ook gemeld: '...ze eten geen mensen, maar roosteren hen alleen, wegens de wreedheden die eerst door de Spanjaarden werden begaan jegens hun voorouders.'
Volgens historicus Woodbury Lowery kwamen  the giant Karankawas voor rond Matagorda Bay. Alonso Alvarez de Pineda kwam er langs, toen hij de eerste kaarten en schetsen maakte van de hele Golfkust. In Pineda's geschriften worden reuzenrassen vermeld. De teksten zijn door Martín Fernández de Navarrete gearchiveerd (Archivo General de Indias, Sevilla). Pineda zeilde als eerste Spaanse ontdekkingsreiziger de Mississippi rivier op en ontdekte een grote stad en een veertigtal dorpen. Hij beschreef de bewoners als: 'een ras van reuzen, van tien tot elf palm in lengte [2 m tot 2,44 m, volgens Webster's Dictionary kwam een palm overeen met 7 tot 10 inch ] en een ras van pygmeeën van slechts vijf tot zes palm lang.'